# Indonesische schaakbond
De Indonesische schaakbond (Indonesisch: Persatuan Catur Seluruh Indonesia) is de overkoepelende sportbond in Indonesië voor het schaken. De bond is in 1969 opgericht. De president van de schaakbond is Hashim Djojohadikusumo.